# Prestation compensatoire
La prestation compensatoire est une somme d’argent versée par un époux à son ancien conjoint afin de compenser la chute de son niveau de vie qui s’est créée à la suite de leur divorce.
Elle est régie dans le Code civil de plusieurs pays :
- Prestation compensatoire en droit français ;
- Prestation compensatoire en droit québécois.